# アレクサンダー・ナスミス
アレクサンダー・ナスミス（Alexander Nasmyth、1758年9月9日 - 1840年4月10日）は、スコットランドの肖像画家、風景画家である。

## 略歴
エディンバラで生まれた。エディンバラのRoyal High Schoolと、エディンバラの美術学校、トラスティーズ・アカデミー(Trustees Academy)で学んだ後、馬車製造所の徒弟になった。16歳になった時、エディンバラで活動していた肖像画家のアラン・ラムゼー（1713-1784）とロンドンに出て、助手として働いた 。1778年にエディンバラに戻り、肖像画家として働いた。
銀行家のパトリック・ミラー（Patrick Miller）に資金を借りて、1782年にイタリアに渡り、2年間イタリアで修業し、17世紀の風景画家、クロード・ロランの作品を模写し、風景画を描いた。スコットランドに戻った後、1786年1月に第5代コリントン男爵ジェームズ・フーリス卿(Sir James Foulis, 5th Baronet)の娘と結婚した。
エディンバラに美術学校を設立し、ナスミスに学んだ生徒にはウィリアム・レイトン・リーチ（William Leighton Leitch: 1804-1883）やデヴィッド・ロバーツ（1796-1864）がいたとされる。スコットランドでしばらく肖像画の仕事を続け、友人の作家のロバート・バーンズの肖像画を残しているが、自由主義的な政治的立場からスコットランドの富裕層からの注文が減ることになり 、1792年以降は肖像画を描かなくなり、専ら風景画家として働き、舞台美術の仕事もした。19世紀の初めに代表的な風景画作品を残した。
絵画の他に、工学や建築にも興味を持ち、さまざまな発明をしたとされる。息子のジェームス・ナスミス（1808-1890）は蒸気ハンマーの発明で知られる工学者になった。別の息子のパトリック・ナスミス（Patrick Nasmyth: 1787-1831）は父親と同じ風景画家になった。6人の娘、ジェーン、バーバラ、マーガレット、エリザベス、アン、シャー-ロットも画家になった。

## 作品

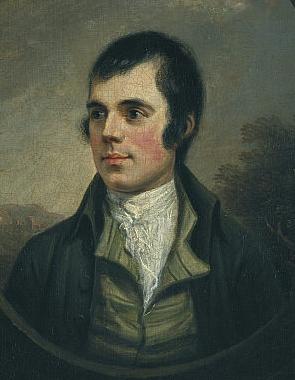
ロバート・バーンズの肖像画　(1787) スコットランド国立肖像画美術館
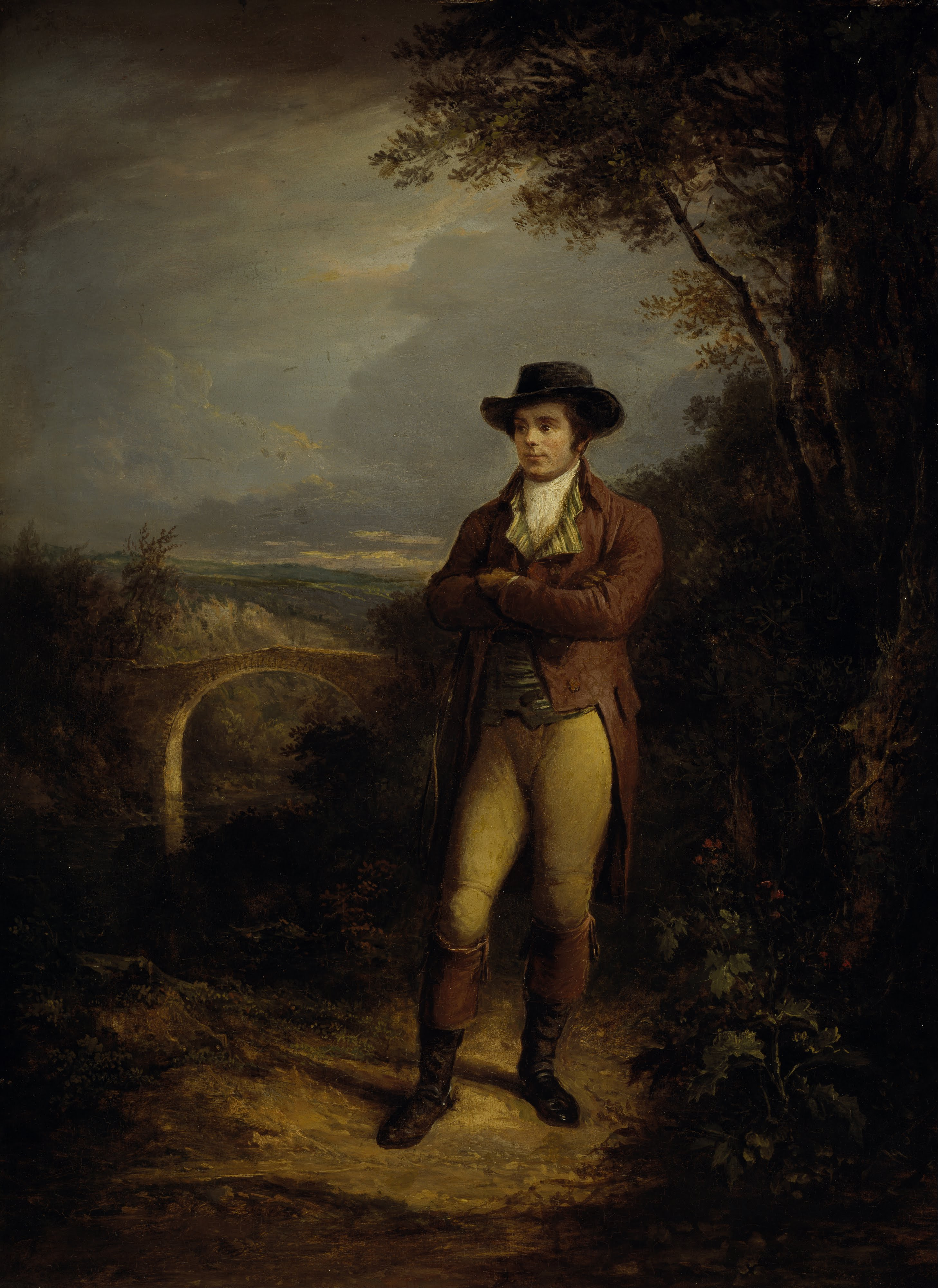
ロバート・バーンズの肖像画　(1828) スコットランド国立美術館
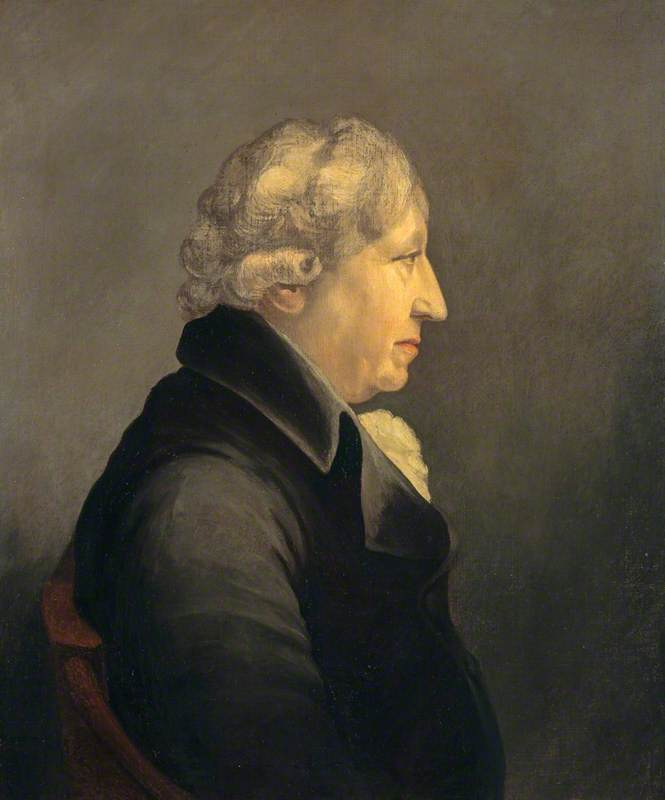
Patrick Miller of Dalswinton (1790) スコットランド国立美術館
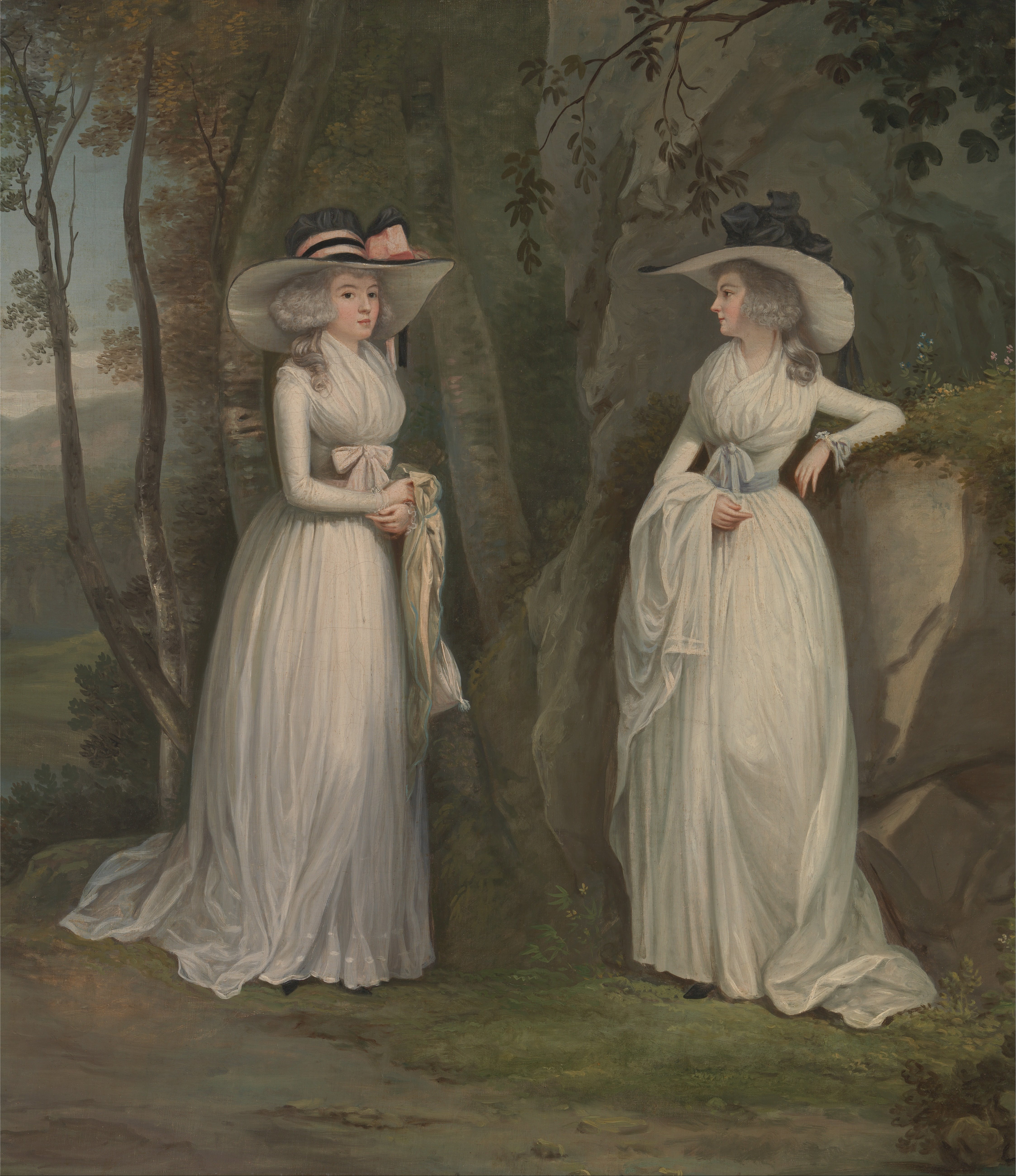
Eleanor and Margaret Ross(1785/1790) Yale Center for British Art

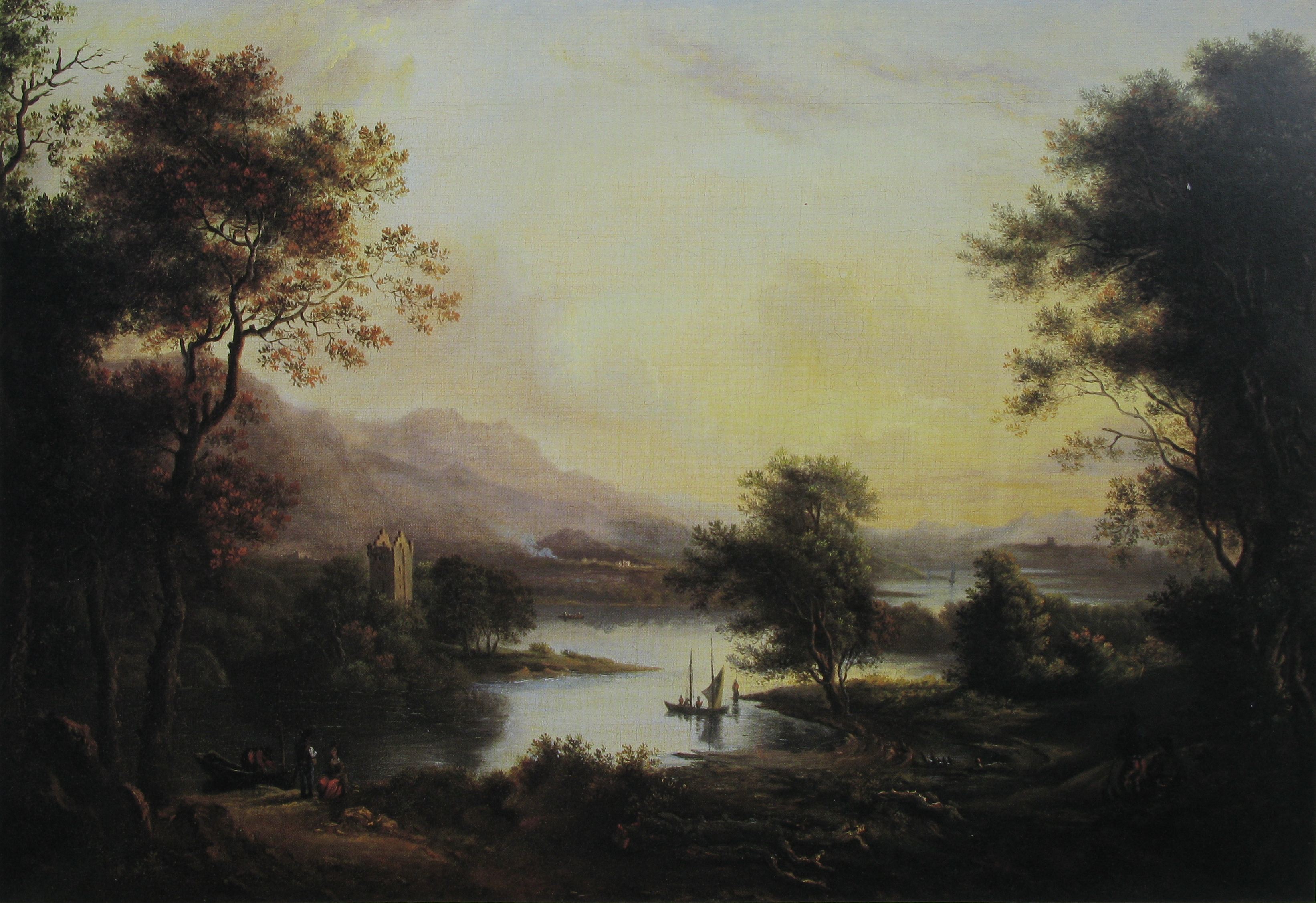
ハイランドのロッホの風景
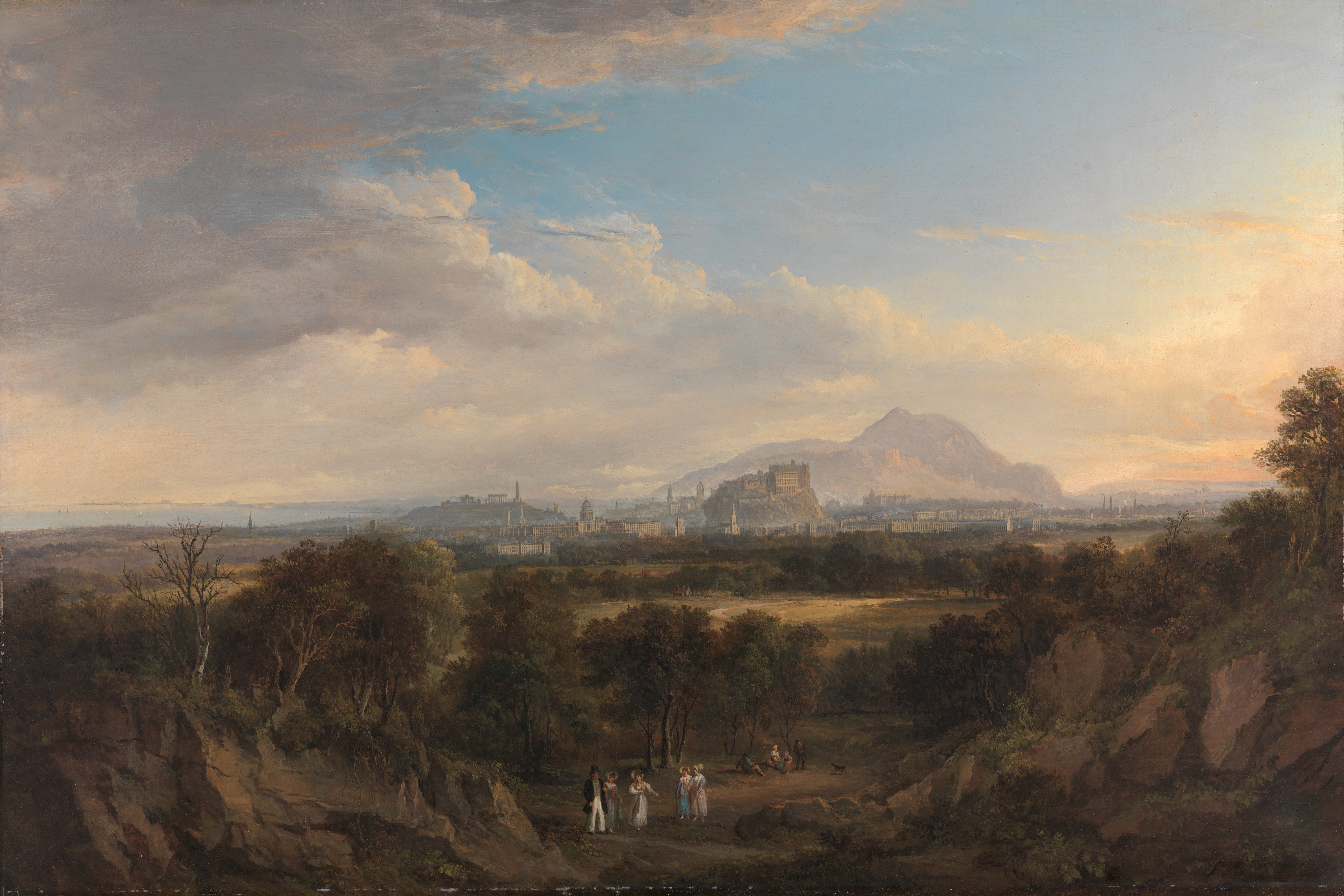
エディンバラの眺め Yale Center for British Art
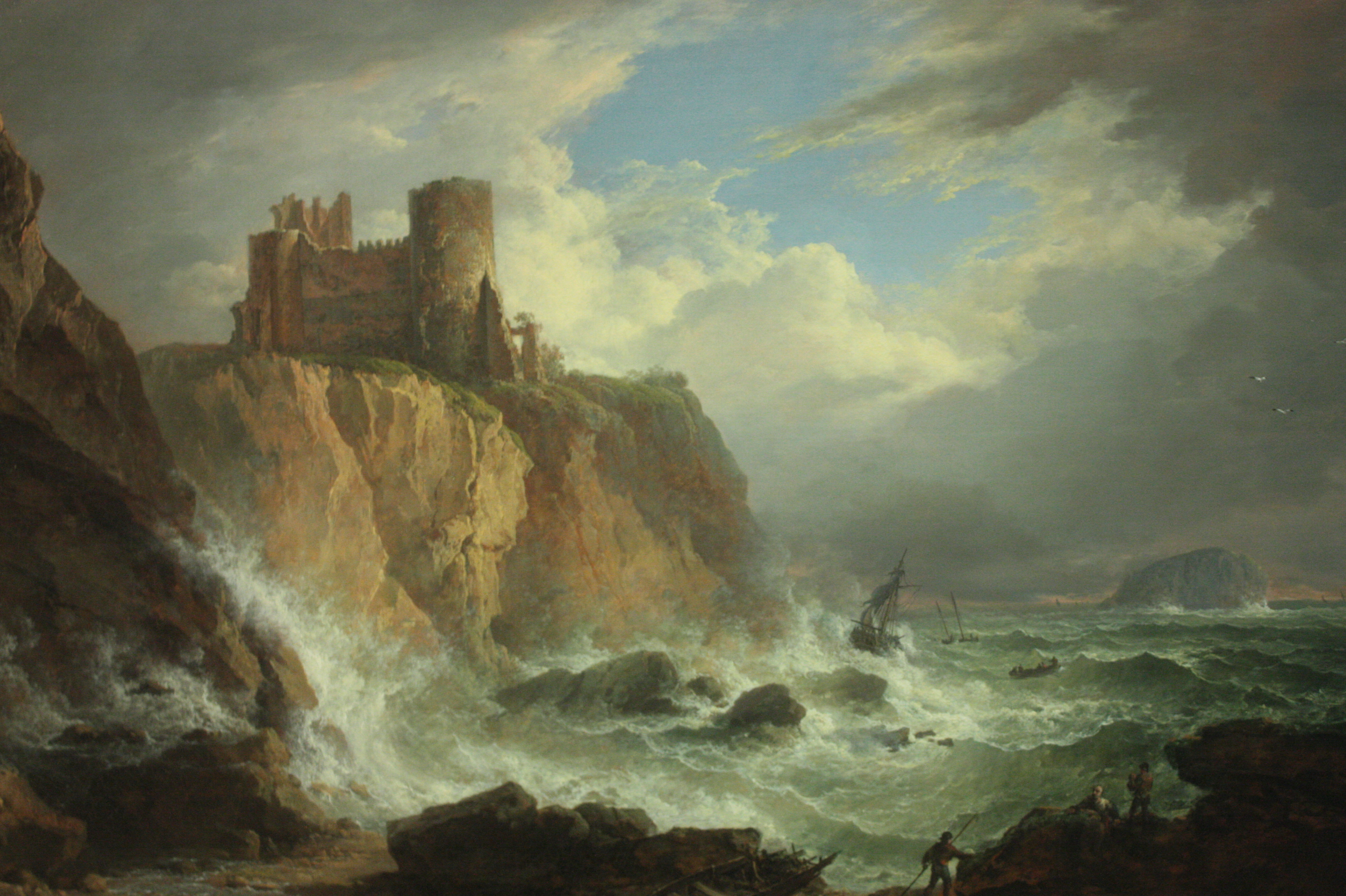
タンタロン城の眺め